# La Cintura
La Cintura is een single van de Duits-Spaanse zanger Alvaro Soler. Het nummer werd uitgebracht op 29 maart 2018. Het werd geschreven en opgenomen door Alvaro Soler in Los Angeles in 2017 in samenwerking met de Duitse producers Alexander Zuckowski, Simon Triebel en de Marokkaans-Zweedse producer RedOne, en het werd geproduceerd door RedOne en T.I. Jakke.

## Videoclip
De officiële videoclip voor La Cintura kwam uit op 29 maart 2018 op Alvaro's Youtube kanaal Alvaro Soler Vevo. De video werd opgenomen begin maart 2018 in de Cubaanse hoofdstad Havana onder de regie van Frank Hoffmann. In de videoclip leert Alvaro, die in het begin van de video nog helemaal geen danstalent heeft, dansen bij ervaren Cubaanse dansers, totdat hij uiteindelijk het dansen heel goed onder de knie krijgt, en doorheen deze rode draad komen er ook fragmenten waar Alvaro in een oldtimer rijdt en nog andere scènes waar hij op het strand danst met het Duitse model Toni Garrn.

## Remix Versie
Ongeveer 4 maanden na de release van La Cintura, op 26 juli 2018, lanceerde Alvaro een remix versie van La Cintura met een featuring van de Amerikaanse rapper Flo Rida en de Argentijnse zangeres Tini (Martina Stoessel). De videoclip voor deze remix versie kwam ook uit op Youtube op 26 juli en werd gefilmd eind juni; de opnames vonden plaats in Madrid voor de scènes met Tini en daarna in Miami voor het gedeelte met Flo Rida. Op 25 oktober 2018 presenteerden Alvaro, Flo Rida en Tini het nummer op de 4e editie van de Latin American Music Awards in het Dolby Theatre in Los Angeles.

## Formaten

### Originele versie
La Cintura - Single - 3:25

### Remix
La Cintura (feat. Flo Rida & Tini)  - Single - 2: 57

## Internationaal succes van het nummer
La Cintura werd kort na de release op 29 maart een internationale hit, en piekte op 5 op de globale ITunes hitlijst, en bereikte 20 op Shazam wereldwijd en kwam op 39 te staan op Spotify wereldwijd. Daarnaast werd La Cintura meer dan 169 miljoen keer gestreamd in de eerste 8 maanden, en de videoclip werd meer dan 139 miljoen keer bekeken op Youtube. Voor de remix versie van La Cintura werden er in de eerste 8 maanden 33 miljoen streams geteld op Spotify en 36 miljoen visualisaties op Youtube.

## Hitnoteringen
| Hitlijst (2018)                              | Hoogste positie |
| -------------------------------------------- | --------------- |
| Argentinië (Monitor Latino)                  | 11              |
| Oostenrijk (Ö3 Austria Top 40)               | 8               |
| België (Ultratop 50 Vlaanderen)              | 3               |
| België (Ultratop 50 Wallonië)                | 3               |
| Colombia (National-Report)                   | 27              |
| Tsjechië (Rádio Top 100)                     | 1               |
| Tsjechië (Singles Digital Top 100)           | 38              |
| Denemarken (Tracklisten)                     | 40              |
| Ecuador (National-Report)                    | 20              |
| Finland (Suomen virallinen lista)            | 12              |
| Frankrijk (SNEP)                             | 27              |
| Duitsland (Musikmarkt Top 100)               | 7               |
| Hongarije (Single Top 40)                    | 5               |
| Italië (FIMI)                                | 2               |
| Nederland (Nederlandse Top 40)               | 7               |
| Nederland (Single Top 100)                   | 22              |
| Noorwegen (VG-lista)                         | 36              |
| Polen (ZPAV)                                 | 3               |
| Portugal (AFP)                               | 54              |
| Rusland (Tophit)                             | 3               |
| Slowakije (Singles Digital Top 100)          | 23              |
| Slovenië (SloTop50)                          | 1               |
| Spanje (PROMUSICAE)                          | 3               |
| Zweden (Sverigetopplistan)                   | 25              |
| Zwitserland (Schweizer Hitparade)            | 4               |
| Zwitserland (Romandie)                       | 1               |
| Verenigde Staten Hot Latin Songs (Billboard) | 46              |
| Venezuela (National-Report)                  | 9               |

## RIAA-Certificaties
| Land                | Certificatie |
| ------------------- | ------------ |
| Spanje (PROMUSICAE) | 3x Platinum  |
| Italië (FIMI)       | 3x Platinum  |
| Polen (ZPAV)        | 2x Platinum  |
| Duitsland (BVMI)    | Goud         |
| Oostenrijk (IFPI)   | Goud         |
| Zwitserland (IFPI)  | Goud         |
| Mexico (AMPROFON)   | Goud         |
| Frankrijk (SNEP)    | Goud         |